# Caroline Risque
Caroline Everett Risque Janis (20 août 1883 - 9 avril 1952, Saint-Louis) est une peintre américaine, sculptrice et membre du groupe d’artistes féminines The Potters au début du XXe siècle.

## Biographie
Caroline Risque est la fille d'Aline Tilghman et de Ferdinand William Risque. Elle grandit au sein d'une famille de cinq enfants. Enfant, après deux années à la maternelle, elle quitte le système scolaire classique et reçoit une éducation privée jusqu'à ses dix ans, aux côtés de l'institutrice Jennie Harris. 
En secondaire, elle rejoint le Marquette High School, puis étudie au Hosmer Hall de Saint-Louis. Elle y fait la connaissance de Sara Teasdale, qui, en 1903, la présente à Williamina Parrish. Ces premières rencontres la mènent à la création du magazine mensuel The Potter's Wheel,.
Caroline Risque poursuit des études en Art et Sciences à l'Université Washington de Saint-Louis, sous la direction de George Julian Zolnay, qu'elle suit à l'University City du Missouri, en 1909, alors que celui-ci devient le directeur de l'Art Academy. Elle fréquente ensuite l'Art Students League of New York et l'Académie Colarossi à Paris, où elle étudie avec Paul Wayland Bartlett et Jean Antoine Injalbert,.
De retour aux États-Unis, Caroline Risque épouse Julien Janis (1883-1951), président de la Missouri Safe Deposit Association. Ils deviennent les parents d'Aline Janis Herrera (1920-2013).

## Carrière artistique
Avant de s’installer à Paris pendant deux ans, à la fois comme étudiante et comme artiste professionnelle, Caroline Risque, sculptrice renommée dans sa localité, vend ses premières œuvres à ses professeurs de la Art School de l'Université de Washington. 
L'une de ses œuvres les plus ambitieuses est modelée dans son propre studio parisien. La fontaine de Caroline Risque est exposée en 1913 à Paris, et reçoit un accueil favorable de la presse française. Son ambition est alors de créer des œuvres décoratives extérieures, telles des fontaines, portes ou portails.
En 1915, Caroline Risque présente cinq de ses œuvres lors de l'Exposition internationale Panama-Pacific, exposition universelle organisée à San Francisco. Les œuvres exposées sont les peintures Mere Colaer, In the Morning, Josef, The Old One, ainsi que la sculpture Bird Fountain. En 1916, elle présente son travail à l'Académie des Beaux-Arts de Pennsylvanie. L'artiste vend de nombreuses pièces à l'étranger, l'une d'entre elles est exposée au Musée d'Art de La Nouvelle-Orléans.
Caroline Risque devient enseignante à la John Burroughs School, où elle fonde le département des arts. En 1929, elle appuie la candidature de Marion Rombauer Becker, fille d'Irma S. Rombauer, pour l'obtention d'un poste au département d'art. Tout au long de sa carrière elle milite pour un statut d'artiste à part entière et non de « femme artiste ». 

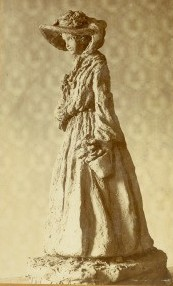
Clay Sketch, 1905.
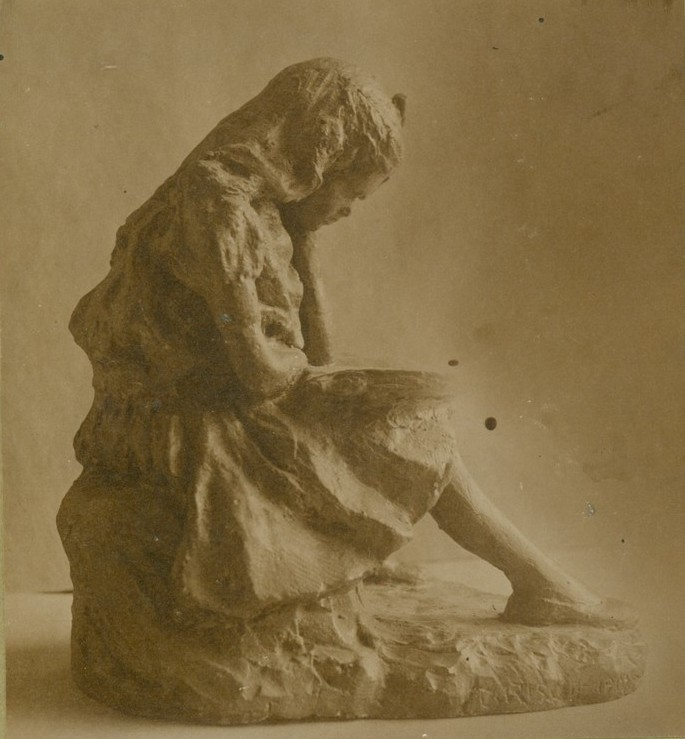
Child (from Life), 1906.
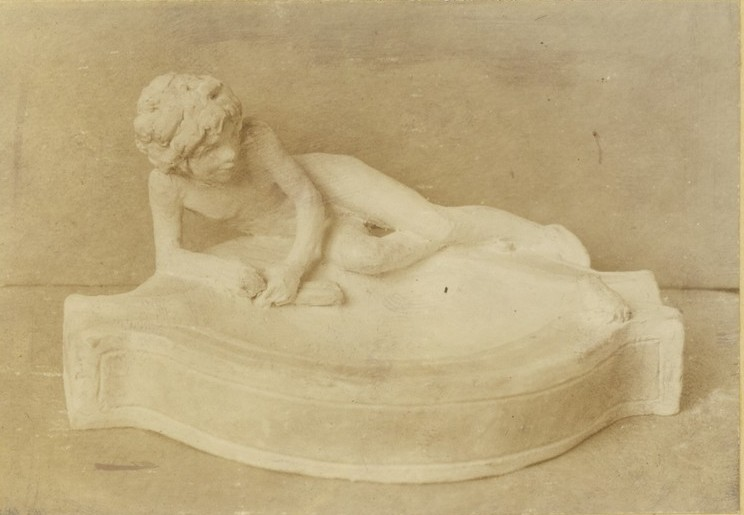
Sculpture en terre cuite, 1907.
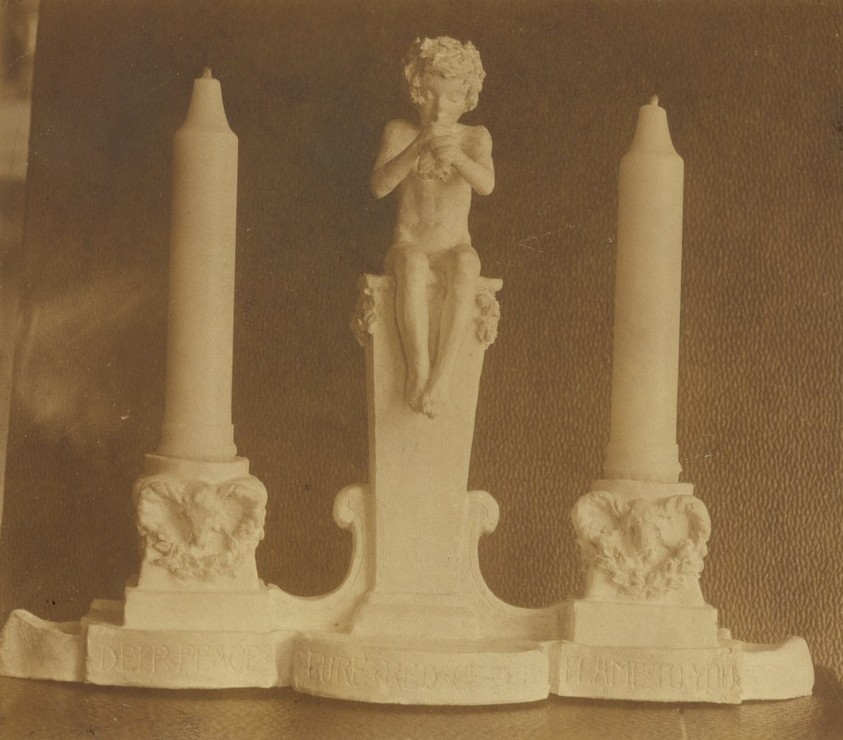
Sculpture de chandelier en terre cuite réalisée pour L.R. Ernst, 1907.

## Héritage
En 1984, les familles des Stix, Baer et Fuller ont fait don des bustes en bronze des quatre fondateurs de Stix Baer & Fuller, une chaîne de grands magasins de Saint-Louis. Les bustes, fabriqués par Caroline Risque, se trouvaient dans le magasin du centre-ville de Stix Baer & Fuller et ont été retirés lors de l'acquisition du magasin par Dillard's.